# تي وين روجرز
تي وين روجرز (بالإنجليزية: Wynn Rogers)‏ هو مؤلف أمريكي، ولد في 1919، وتوفي في 1998.